# Kerstin Sandborg
Kerstin Irene Sandborg, född Svensson 20 maj 1931 i Ljungs församling i Göteborgs och Bohus län, död 6 augusti 2005 i Sofia församling i Jönköping, var en svensk rektor och politiker (folkpartist). Hon var dotter till agronomen och riksdagsmannen Waldemar Svensson.
Kerstin Sandborg var riksdagsersättare i perioder 1980–1981 och därefter riksdagsledamot för Bohusläns valkrets 1981–1982. I riksdagen var hon bland annat suppleant i jordbruksutskottet 1981–1982. Hon engagerade sig främst i försäkringsfrågor samt alkohol- och narkotikapolitik.
Efter riksdagstiden var hon rektor för Liljeholmens folkhögskola 1983–1990 och därefter för Södra Vätterbygdens folkhögskola. Vid sin död 2005 var hon verksam som ombudsman för Folkpartiet i Jönköpings län.